# Pallisentis (Pallisentis) fotedari
Pallisentis (Pallisentis) fotedari is een soort in de taxonomische indeling van de haakwormen, ongewervelde en parasitaire wormen die meestal 1 tot 2 cm lang worden. De worm komt uit het geslacht Pallisentis en behoort tot de familie Quadrigyridae. Pallisentis (Pallisentis) fotedari werd in 1992 beschreven door N. K. Gupta & Gunjan-Sinh.